# کپف (دهانه)
کپف یک دهانه برخوردی در ماه‌ است.

## دهانه‌های اقماری
این دهانه ۴ دهانه اقماری دارد.
| Kopff | عرض جغرافیایی | طول جغرافیایی | قطر          |
| ----- | ------------- | ------------- | ------------ |
| C     | ۱۸.۳° S       | ۸۶.۱° W       | ۱۴.۰ کیلومتر |
| B     | ۱۶.۹° S       | ۸۶.۲° W       | ۸.۰ کیلومتر  |
| E     | ۱۶.۰° S       | ۸۹.۸° W       | ۱۲.۰ کیلومتر |
| D     | ۱۹.۹° S       | ۸۹.۸° W       | ۱۳.۰ کیلومتر |